# The Cutting Edge (album)
| Recensione | Giudizio |
| ---------- | -------- |
| AllMusic   |          |

The Cutting Edge è un album dal vivo del sassofonista jazz statunitense Sonny Rollins, pubblicato dalla Milestone Records nel dicembre del 1974 .

## Tracce
LP (1974, Milestone Records, M-9059)
Lato A
1. The Cutting Edge – 6:47 (musica: Sonny Rollins)
2. To a Wild Rose – 8:39 (musica: Edward MacDowell)
3. First Moves – 6:57 (musica: Sonny Rollins)

Lato B
1. A House Is Not a Home – 5:29 (testo: Hal David – musica: Burt Bacharach)
2. Swing Low, Sweet Chariot – 14:43 (musica: Tradizionale; arr. di Sonny Rollins)

## Musicisti
- Sonny Rollins – sassofono tenore
- Stanley Cowell – pianoforte
- Yoshiaki Masuo – chitarra
- Bob Cranshaw – basso elettrico
- David Lee – batteria
- Mtume – congas, percussioni
- Rufus Harley – cornamusa (B2)

### Produzione
- Orrin Keepnews – produzione, note retrocopertina album originale
- Registrazioni effettuate dal vivo al Montreux Jazz Festival di Montreux, Svizzera il 6 luglio 1974
- Jim Stern – ingegnere delle registrazioni e del remixaggio
- Remixaggio effettuato al Fantasy Studios di Berkeley, California
- Phil Carroll – grafica copertina album originale
- Tony Lane – foto copertina album originale [4]